# Anonychomyrma purpurescens
Anonychomyrma purpurescens är en myrart som först beskrevs av Lowne 1865.  Anonychomyrma purpurescens ingår i släktet Anonychomyrma och familjen myror. Inga underarter finns listade i Catalogue of Life.